# Paul Wallace
Paul Stephen Wallace (Cork, 30 dicembre 1971) è un ex rugbista a 15, giornalista e dirigente d'azienda irlandese, già pilone di Saracens, Leinster, Nazionale irlandese e British and Irish Lions.

## Biografia
Proveniente, a livello dilettantistico, dal Blackrock College, debuttò nel 1995 con la provincia di Leinster e divenne professionista nel 1996 nella squadra inglese dei Saracens.
Senza alcuna esperienza internazionale, debuttò nell'Irlanda durante la Coppa del Mondo di rugby 1995 a Bloemfontein contro il Giappone e due anni più tardi fu chiamato nella selezione dei British and Irish Lions che affrontarono il vittorioso tour in Sudafrica, ricoprendo un ruolo decisivo nella mischia della formazione interbritannica.
Ancora, fu presente alla Coppa del Mondo di rugby 1999 nel Regno Unito e continuò in Nazionale fino al 2002; tuttavia un infortunio alla caviglia occorsogli nel gennaio 2001 con i Saracens lo costrinse a saltare parecchi mesi, anche dopo il ritorno in Irlanda al Leinster; non si riprese mai completamente dall'infortunio e nel maggio 2003 si ritirò dalle competizioni.
Dopo il ritiro si è dedicato al commento sportivo del rugby dal video e dalle colonne di Sky Sport.
Insieme a David e Richard, Paul Wallace figura nel Guinness dei Primati come unico caso di tre fratelli ad avere giocato a livello internazionale nei British and Irish Lions, anche se non contemporaneamente.

## Palmarès
- Coppe Anglo-Gallesi: 1
Saracens: 1997-98
- Celtic League: 1
Leinster: 2001-02